# Lycaon sekowei
Lycaon sekowei è una specie estinta del genere Lycaon, un canide dell'Africa meridionale. Visse durante il Pliocene e il Pleistocene. Come l'odierno L. pictus, il licaone, L. sekowei era un ipercarnivoro; tuttavia, le sue zampe anteriori non erano così specializzate per la corsa come la sua controparte moderna.
L. sekowei aveva ancora una l'articolazione metacarpale, assente nella specie odierna; per di più era un animale più robusto, con denti più grandi del 10%.